# Paronychia carica
Paronychia carica är en nejlikväxtart som beskrevs av Mohammad Nazeer Chaudhri. Paronychia carica ingår i släktet prasselörter, och familjen nejlikväxter. Utöver nominatformen finns också underarten P. c. stipulata.